# Капска забулена сова
Капската забулена сова (Tyto capensis) е вид птица от семейство Забулени сови (Tytonidae).

## Разпространение и местообитание
Разпространен е в Ангола, Бурунди, Замбия, Зимбабве, Камерун, Кения, Демократична република Конго, Република Конго, Лесото, Малави, Мозамбик, Руанда, Свазиленд, Танзания, Уганда и Южна Африка.